# Eduardo Castillo
Eduardo Castillo (Zipaquirá, 1889-Bogotá, 21 de junio de 1938) fue un periodista, ensayista, cuentista, crítico literario y traductor colombiano. Una de sus obras fue El árbol que canta.

## Carrera
Estudió en su ciudad natal y luego en Bogotá, pero sus principales conocimientos los adquirió en forma autodidacta.
Se lo ubica dentro de la llamada "generación del Centenario" (de corriente modernista) surgida alrededor de 1910 en Colombia. 
Se desempeñó como crítico, teniendo una columna semanal en la revista Cromos a lo largo de casi 20 años. También trabajó en las revistas Lecturas Dominicales y El Nuevo Tiempo Literario.
Tradujo del francés, inglés, italiano y portugués obras de Samain, Copée, Baudelaire y Wilde, entre otros autores.
En 1928 publicó el poemario El árbol que canta.
Pariente del poeta Guillermo Valencia, fue secretario del mismo, manteniendo una relación de recíproca influencia en sus obras.

## Obra
- ninguna